# 新平胸類
新平胸類（學名：Novaeratitae）為古顎下綱下的一個演化支，包含了鶴鴕目（鶴鴕與鴯鶓）、無翼鳥目（鷸鴕）及牠們的共同祖先。近年來的研究顯示，包含象鳥在內已滅絕的隆鳥目為現存鷸鴕的近親，因此也被分類至此演化支下。由於象鳥所棲息的馬達加斯加與大洋洲相隔一段距離，這意味著新平胸類物種是在飛抵各島嶼後才失去飛行能力的。